# Cinetorhynchus rigens
Cinetorhynchus rigens Gordon, 1936 è un gambero della famiglia Rhynchocinetidae. Tra i nomi comuni con cui è indicato si annoverano gambero meccanico, gambero danzante dell'Atlantico, gambero rosso notturno e gambero rosso corallo. Si trova a bassa profondità nell'Oceano Atlantico tropicale.

## Descrizione
Come altri membri della sua famiglia, Cinetorhynchus rigens ha un rostro articolato verso l'alto. Il corpo è robusto, soprattutto a livello del cefalotorace, con una lunghezza che arriva fino a 8 centimetri. Il rostro ha tre denti grandi e due piccoli dorsalmente, otto o nove denti ventralmente. Gli occhi sono particolarmente evidenti, le cornee sono arrotondate e molto più grandi dei peduncoli oculari. Il terzo segmento addominale è prominentemente gobboso. Il primo paio di zampe è dotato di chele, e gli altri pereiopodi sono più sottili. La colorazione è rossa e bianca; il rostro è bianco con un pattern di macchie rosse, l'addome è striato trasversalmente di rosso e bianco e le zampe presentano gli stessi colori. Di notte, una parte del pigmento bianco viene ritirata nei cromatofori alla base delle gambe e la colorazione diventa più tenue. Le uova sono gialle o arancioni; possono far apparire giallastro il cefalotorace durante la maturazione nell'ovaio e l'addome durante l'incubazione.

## Distribuzione e habitat
Questa specie si trova nell'Oceano Atlantico tropicale. Il suo areale si estende dal Portogallo verso sud fino all'equatore e comprende le Azzorre, Madeira, le Canarie e le isole di Capo Verde. Si ritrova anche nel Golfo del Messico, nel Mar dei Caraibi e dalle Bermuda verso sud fino al Brasile. Fu descritta per la prima volta nel 1936 dalla biologa marina scozzese Isabella Gordon, con Madeira come località tipo. Ulteriori esemplari furono registrati nelle isole Ryukyu dallo zoologo giapponese Takahiro Fujino nel 1975, ma questi sono stati in seguito identificati come un'altra specie, Cinetorhynchus erythrostictus. C. rigens si trova solitamente a profondità inferiori ai 10 metri in anfratti e grotte su coste rocciose e barriere coralline.

## Ecologia
Il nome comune «gambero danzante» deriva dall'abitudine che questa specie ha di eseguire costantemente movimenti a scatti. La sua dieta non è stata studiata, ma è probabile che sia un detritivoro, consumando anche piccoli invertebrati e particelle organiche. L'esame delle sue feci rivela spicole di spugna, frammenti di gusci di molluschi e alghe. È notturno; durante il giorno si nasconde, a volte in grandi gruppi, nelle fessure tra i massi. La sua associazione con il riccio di mare Diadema antillarum varia con le fasi lunari, ed è spesso associato ad anemoni di mare come Telmatactis cricoides, Bartholomea annulata, Condylactis gigantea e Lebrunia neglecta. In Brasile, è stato avvistato mentre condivide anfratti con l'aragosta spinosa marrone Panulirus echinatus. C. rigens è preda di pesci, cefalopodi e crostacei più grandi. Nei Caraibi, fa parte della dieta dei pesci leone invasivi Pterois volitans e Pterois miles.